# Рейтерн, Евграф Евграфович
Евграф Евграфович Рейтерн (1836—1918) — герольдмейстер, сенатор, знаток изящных искусств, коллекционер; член Общества поощрения художеств. Действительный тайный советник (1912).

## Биография
Родился 9 ноября 1836 года — сын придворного художника Е. Р. Рейтерна, шурин В. А. Жуковского (брат его жены Елизаветы).
В службу вступил 18 апреля 1862 года; с 1 января 1880 года — действительный статский советник, с 17 мая 1889 года — тайный советник; в 1912 году был произведён в действительные тайные советники.
Служил в должности шлиссельбургского уездного предводителя дворянства, мирового судьи; был сенатором.
Переводил на немецкий и прибалтийские языки судебные уставы 1864 года.
Будучи герольдмейстером (1878—1889) готовил XII часть «Общего гербовника дворянских родов Российской империи».
По свидетельству И. Грабаря в светских кругах он считался большим знатоком живописи и имел прозвище Жираф Жирафович.
Составил перечень литографий А. П. Брюллова.
Сотрудничал с журналом «Вестник изящных искусств»; его статьи подписанные «Е. Р.» печатались в приложении «Художественные новости», затем — в журнале «Старые годы».

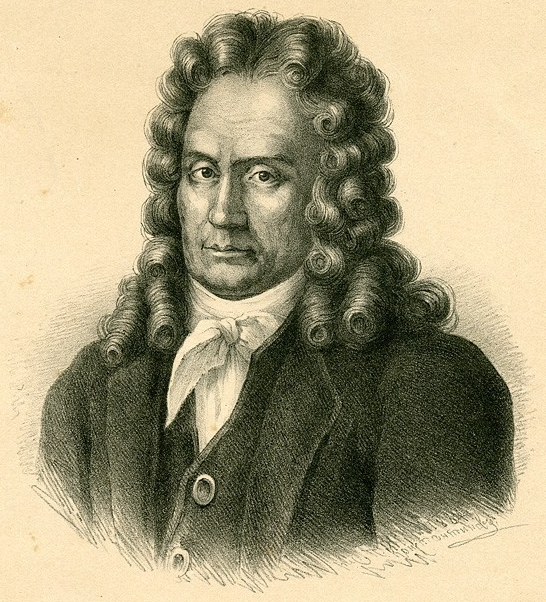
Л. Л. Блюментрост.
Из собрания Е. Е. Рейтерна.

Имел уникальное собрание гравюр, литографий, офортов, рисунков, акварелей, насчитывавшего 25607 листов. В 1918 году был вынужден, при содействии А. В. Луначарского, всего за 20 тысяч рублей продать его Русскому музею; в порядке компенсации коллекционеру была предоставлена квартира в музее и пожизненная должность хранителя и попечителя его собрания. В этой коллекции находились, в частности, альбом рисунков В. А. Жуковского, тетрадка (подарок Жуковского) со словами гимна «Боже, Царя храни», собственноручно литографированная Жуковским и музыкой литографированной собственноручно Львовым, картинки «Златые врата» и «Аскольдова могила» В. П. Лангера, офорты Л. Е. Дмитриева-Кавказского, альбомы И. Щедровского, художественно оформленные ресторанные карточки росписи блюд. В собрании были и произведения его отца — «Богородица и Младенец с юным Иоанном Крестителем».

## Награды
- Орден Святого Владимира 3-й степени (1883)
- Орден Святого Станислава 1-й степени (1887)
- Орден Святой Анны 1-й степени (1893)
- Орден Святого Владимира 2-й степени (1899)
- Орден Белого орла (1904)
- Орден Святого Александра Невского (1908)